# Телмен Нуур
Телмен-Нуур (монг. Тэлмэн нуур) — озеро тектонічного походження на висоті 1789 м між сомонами Нумруг та Телмен Завханського аймаку, Монголія.
Площа з островами 194 кв км, довжина 26 км ширина 16 км, довжина берегової лінії 93,4 км. Глибина у східній частині 27 м, у західній частині 10-20 м, об'єм 2671 млн куб м. Є три невеликих острова де збирається багато перелітних птахів. Прозорість води 3-4 м, мінералізація води 6,49-7,61 г/л.